# Billboard Women in Music
Billboard Women in Music ist eine Musikpreisverleihung, die seit 2007 jährlich vom US-amerikanischen Magazin Billboard veranstaltet wird.
Sie würdigt Frauen in der Musikindustrie, die einen bedeutenden Beitrag zur Branche geleistet haben und die durch ihre Arbeit und ihren anhaltenden Erfolg Generationen von Frauen inspirieren. Der Hauptpreis trägt den Titel Woman of the Year („Frau des Jahres“). Daneben werden in unregelmäßigen Abständen noch Preise in vielen anderen Kategorien wie z. B. Rising Star („Aufstrebender Star“), Icon („Ikone“) oder Executives of the Year („Führungskräfte des Jahres“) vergeben.
Die Veranstaltung fand bisher an wechselnden Orten statt z. B. im Pier 36 in New York City, im Hollywood Palladium in Los Angeles und seit 2022 im YouTube Theater in Inglewood.
Taylor Swift ist mit drei Auszeichnungen in den Hauptkategorien die erfolgreichste Preisträgerin (2×Woman of the Year, 1×Woman of the Decade).

## Preisträger

### Woman of the Decade Award
- 2010s: Taylor Swift (2019)

### Woman of the Year Award
- 2007: Reba McEntire
- 2008: Ciara
- 2009: Beyoncé
- 2010: Fergie
- 2011: Taylor Swift
- 2012: Katy Perry
- 2013: Pink
- 2014: Taylor Swift
- 2015: Lady Gaga
- 2016: Madonna
- 2017: Selena Gomez
- 2018: Ariana Grande
- 2019: Billie Eilish
- 2020: Cardi B
- 2022: Olivia Rodrigo
- 2023: SZA